# Bembidion balli
Bembidion balli es una especie de escarabajo del género Bembidion, familia Carabidae. Fue descrita científicamente por Lindroth en 1962.
Habita en Canadá y los Estados Unidos.